# Fraissinet-de-Lozère
Fraissinet-de-Lozère is een plaats en voormalige gemeente in het Franse Kanton Pont-de-Montvert dat behoort tot het departement Lozère in de regio Occitanie en telt 190 inwoners (1999). De plaats maakt deel uit van het arrondissement Florac.

## Geschiedenis
Fraissinet-de-Lozère is op 1 januari 2016 gefuseerd met de gemeenten Le Pont-de-Montvert en Saint-Maurice-de-Ventalon tot de gemeente Pont de Montvert - Sud Mont Lozère. 

## Geografie
De oppervlakte van Fraissinet-de-Lozère bedraagt 39,8 km², de bevolkingsdichtheid is 4,8 inwoners per km².
De onderstaande kaart toont de ligging van Fraissinet-de-Lozère met de belangrijkste infrastructuur en aangrenzende gemeenten.

## Demografie
Onderstaande figuur toont het verloop van het inwonertal.